# 伝説 (フローラン・シュミット)
『伝説』（仏: Légende）作品66は、フローラン・シュミットがアメリカのサクソフォーン奏者エリーズ・ホールの依頼で1918年に作曲したアルトサクソフォーンと管弦楽のための作品。ヴァイオリン独奏版、ヴィオラ独奏版もある。

## 概要
この曲はクラシックサクソフォーンの中では重要なレパートリーを占める小品である。初演は1919年2月にモーリス・ヴューのアルトサクソフォーンとルイ・オベールのピアノにより行われた後、1919年5月25日コンセール・パドルーにより管弦楽版の初演が行われた 。1933年にはマルセル・ミュールがこの曲を演奏した。シュミットは、伝説を東洋的の神秘的な曲に発展させるため、管弦楽との調和を図った。独奏パートはとても活期的で、8分音符の4/4拍子で構成されている。演奏時間は約13分。